# 福光村 (島根県)
福光村（ふくみつむら）は、島根県邇摩郡にあった村。現在の大田市の一部にあたる。

## 地理
福光川の流域に位置していた。

## 歴史
- 1889年（明治22年）4月1日、町村制の施行により、邇摩郡福光村（字今浦を除く）が単独で村制施行し、福光村が発足[1][2]。
- 1951年（昭和26年）4月1日 - 邇摩郡福浦村と合併し福波村を新設して廃止された[1][2]。

### 地名の由来
かつて国津神という大福長者がいて長者老翁と称された。そのためこの地は福満と名付けられた。その後、楞厳寺の井戸が夜に光り輝いたことから福光に改められた。